# Boqueirão do Piauí
Boqueirão do Piauí este un oraș în Piauí (PI), Brazilia.